# Euba
Euba es una entidad de población española del municipio de Amorebieta-Echano, perteneciente a la provincia de Vizcaya, en la comunidad autónoma del País Vasco. En 2022, la entidad singular de población tenía empadronados 558 habitantes y el núcleo de población, 235.